# عنکبوت‌های داربست‌باف
عنکبوت‌های داربست‌باف (Nesticidae) نام خانواده‌ای از عنکبوت‌ها است.
این خانواده ۹ سرده و ۲۰۴ گونه را دربر می‌گیرد.